# Paul Morrissey (éditeur)
Paul Morrissey est un éditeur et scénariste de bande dessinée américain. 

## Biographie
Il a travaillé pour Tokyopop (2002-2008), Archaia Entertainment (2009-2013, notamment sur Légendes de la Garde), Jet City Comics (en) (depuis 2014) et est devenu en juin 2018 éditeur principal de Blizzard Entertainment.

## Récompense
- 2011 : Prix Eisner de la meilleure anthologie pour Mouse Guard: Legends of the Guard (avec David Petersen)